# Williams FW18
Williams FW18 — гоночный автомобиль команды Williams, участвовавший в Чемпионате мира Формулы-1 сезона 1996 года.

## История

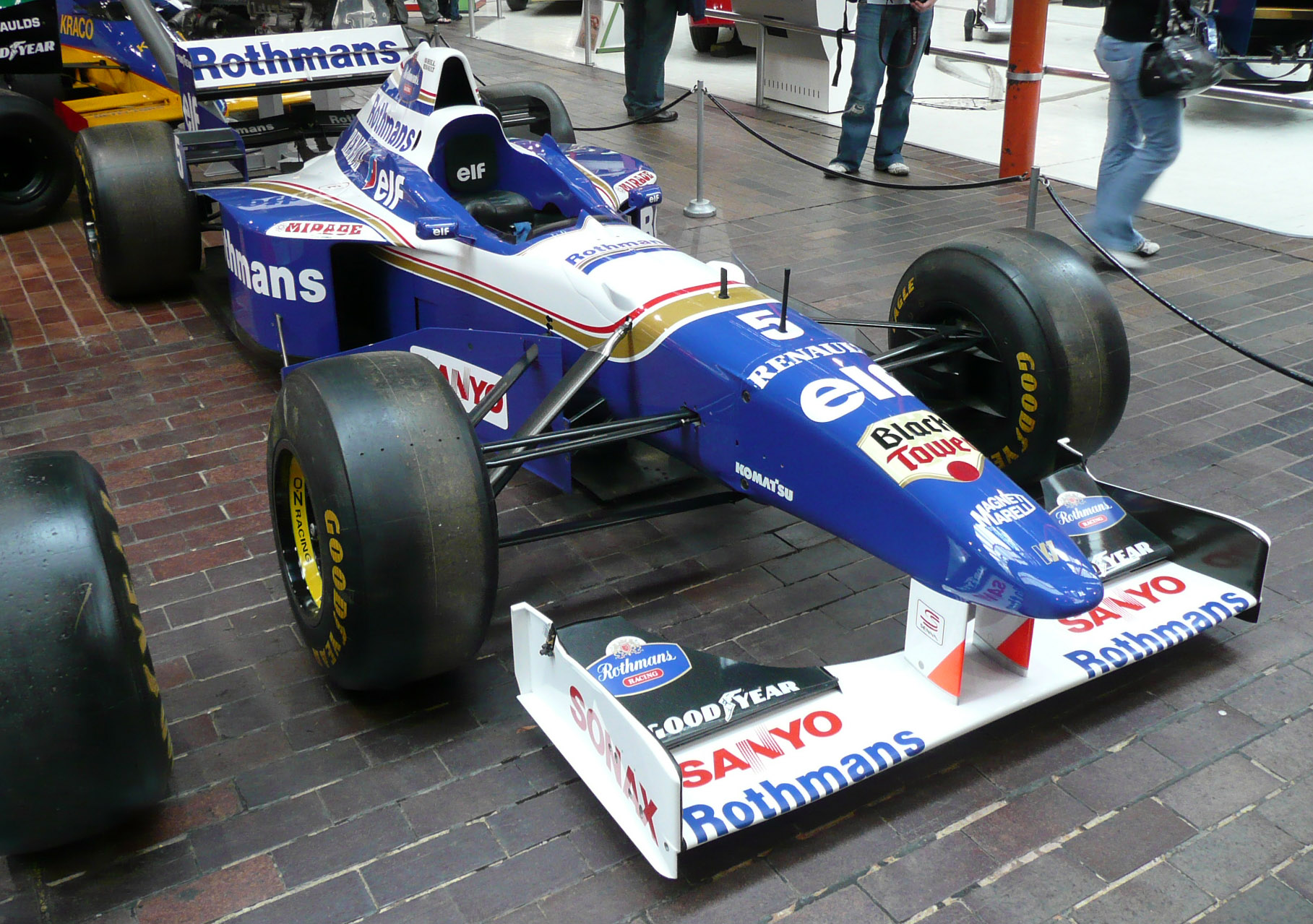
Williams-Renault FW18 в Национальном автомобильном музее, Бьюли.

FW18 по основным параметрам базировался на предшественнике, FW17. Главным изменением в конструкции нового болида было наличие средств защиты головы и шеи пилота. Был снижен центр тяжести, что позволило улучшить управляемость. Кроме того FW18 не было равных в аэродинамике. А вкупе с двигателем Renault RS8 Williams являлся быстрейшим болидом в 1996 году. Машина легко поддавалась изменениям в настройках и подходила для любых типов трасс. Надежность тоже была на высоте: на FW18 гонщики преодолели 1778 кругов из возможных 2028.
Пилотами команды были Деймон Хилл и Жак Вильнёв, который заменил ушедшего в McLaren Дэвида Култхарда. Канадцу поначалу не хватало опыта, что сделало Хилла фаворитом в сражении за титул. Болид Шумахера, перешедшего в Ferrari, уступал технике Williams и в скорости, и в надежности, а перешедшие в Benetton Алези и Бергер завоевали 10 подиумов, но не смогли выиграть ни одной гонки.
С первого этапа Хилл и Вильнёв стали коллекционировать победы. Всего на FW18 было одержано 12 побед в 16 гонках. Лишь в Монако и Монце ни один из гонщиков Williams не заработал очков. Борьба за чемпионство между Хиллом и Вильнёвом продолжалась до последнего этапа. Дэймон выиграл 8 гонок, Жак - 4. Но на Сузуке у канадца отлетело заднее правое колесо, и чемпионом стал Хилл. А Кубок Конструкторов достался команде ещё за 4 этапа до финиша.

## Результаты гонок
| Год  | Команда                   | Двигатель           | Шины | Пилоты  | АВС | БРА  | АРГ | ЕВР | САН | МОН  | ИСП  | КАН | ФРА | ВЕЛ  | ГЕР | ВЕН | БЕЛ | ИТА  | ПОР | ЯПО  | Место | Очки |
| ---- | ------------------------- | ------------------- | ---- | ------- | --- | ---- | --- | --- | --- | ---- | ---- | --- | --- | ---- | --- | --- | --- | ---- | --- | ---- | ----- | ---- |
| 1996 | Rothmans Williams Renault | Renault RS8 3,0 V10 | G    | Хилл    | 1   | 1    | 1   | 4   | 1   | Сход | Сход | 1   | 1   | Сход | 1   | 2   | 5   | Сход | 2   | 1    | 1     | 175  |
| 1996 | Rothmans Williams Renault | Renault RS8 3,0 V10 | G    | Вильнёв | 2   | Сход | 2   | 1   | 11  | Сход | 3    | 2   | 2   | 1    | 3   | 1   | 2   | 7    | 1   | Сход | 1     | 175  |

| Легенда к таблице |                                                                    |
| --- | ------------------------------------------------------------------ |
| В таблице перечислены результаты всех Гран-при Формулы-1, в которых использовался автомобиль. Строками таблицы являются сезоны, столбцами — этапы чемпионата мира. В каждой клетке указаны сокращённое название этапа и результат, дополнительно обозначенный цветом. Расшифровка обозначений и цветов представлена в нижеследующей таблице. |                                                                    |
| \| Пример \| Описание \| \| ------------ \| ------------------------------------------------------------------ \| \| 1 \| Победитель \| \| 2 \| Второе место \| \| 3 \| Третье место \| \| 5 \| Финишировал, заработав очки \| \| Сход \| Не финишировал, но при этом заработал очки \| \| 12 \| Финишировал, не получив очков \| \| НКЛ \| Финишировал, но не попал в финальную классификацию \| \| 15 \| Участвовал вне зачёта, либо по отдельной классификации \| \| 18 \| Не финишировал, но попал в финальную классификацию \| \| Сход \| Не финишировал \| \| НКВ \| Не прошёл квалификацию \| \| НПКВ \| Не прошёл предквалификацию \| \| ДСК \| Дисквалифицирован \| \| ИСК \| Исключён из протокола соревнований \| \| ТТ \| Заявлен для участия только в тренировках \| \| НС \| Участвовал в квалификации, но не стартовал в гонке \| \| Т \| Травмирован или болен \| \| ОТК \| Отказ от участия \| \| НТР \| Прибыл на соревнования, но на трассу не выезжал \| \| НПР \| Был заявлен в числе участников, но не прибыл к началу соревнований \| \| О \| Соревнования отменены \| \| \| Не участвовал \| \| Поул-позиция \| \| \| Быстрый круг \| \| |                                                                    |
| Пример | Описание                                                           |
| 1 | Победитель                                                         |
| 2 | Второе место                                                       |
| 3 | Третье место                                                       |
| 5 | Финишировал, заработав очки                                        |
| Сход | Не финишировал, но при этом заработал очки                         |
| 12 | Финишировал, не получив очков                                      |
| НКЛ | Финишировал, но не попал в финальную классификацию                 |
| 15 | Участвовал вне зачёта, либо по отдельной классификации             |
| 18 | Не финишировал, но попал в финальную классификацию                 |
| Сход | Не финишировал                                                     |
| НКВ | Не прошёл квалификацию                                             |
| НПКВ | Не прошёл предквалификацию                                         |
| ДСК | Дисквалифицирован                                                  |
| ИСК | Исключён из протокола соревнований                                 |
| ТТ | Заявлен для участия только в тренировках                           |
| НС | Участвовал в квалификации, но не стартовал в гонке                 |
| Т | Травмирован или болен                                              |
| ОТК | Отказ от участия                                                   |
| НТР | Прибыл на соревнования, но на трассу не выезжал                    |
| НПР | Был заявлен в числе участников, но не прибыл к началу соревнований |
| О | Соревнования отменены                                              |
| | Не участвовал                                                      |
| Поул-позиция |                                                                    |
| Быстрый круг |                                                                    |